# Nowy Harsz
Nowy Harsz (niem. Neu Haarszen, 1936–1945 Neu Haarschen) – wieś mazurska w Polsce położona w województwie warmińsko-mazurskim, w powiecie węgorzewskim, w gminie Pozezdrze nad jeziorem Dargin.
W latach 1975–1998 miejscowość administracyjnie należała do województwa suwalskiego.
Inne miejscowości o nazwie "Harsz": Harsz